# Mäster Tricks äventyr
Mäster Tricks äventyr är en svensk animerad film från 1916 av Emil Åberg. Filmen var hans andra för produktionsbolaget Pathé Frères filial och den premiärvisades den 25 april 1916 på Brunkebergsteatern i Stockholm. Filmen finns bevarad i Sveriges Televisions arkiv.